# Cavall Rocky Mountain

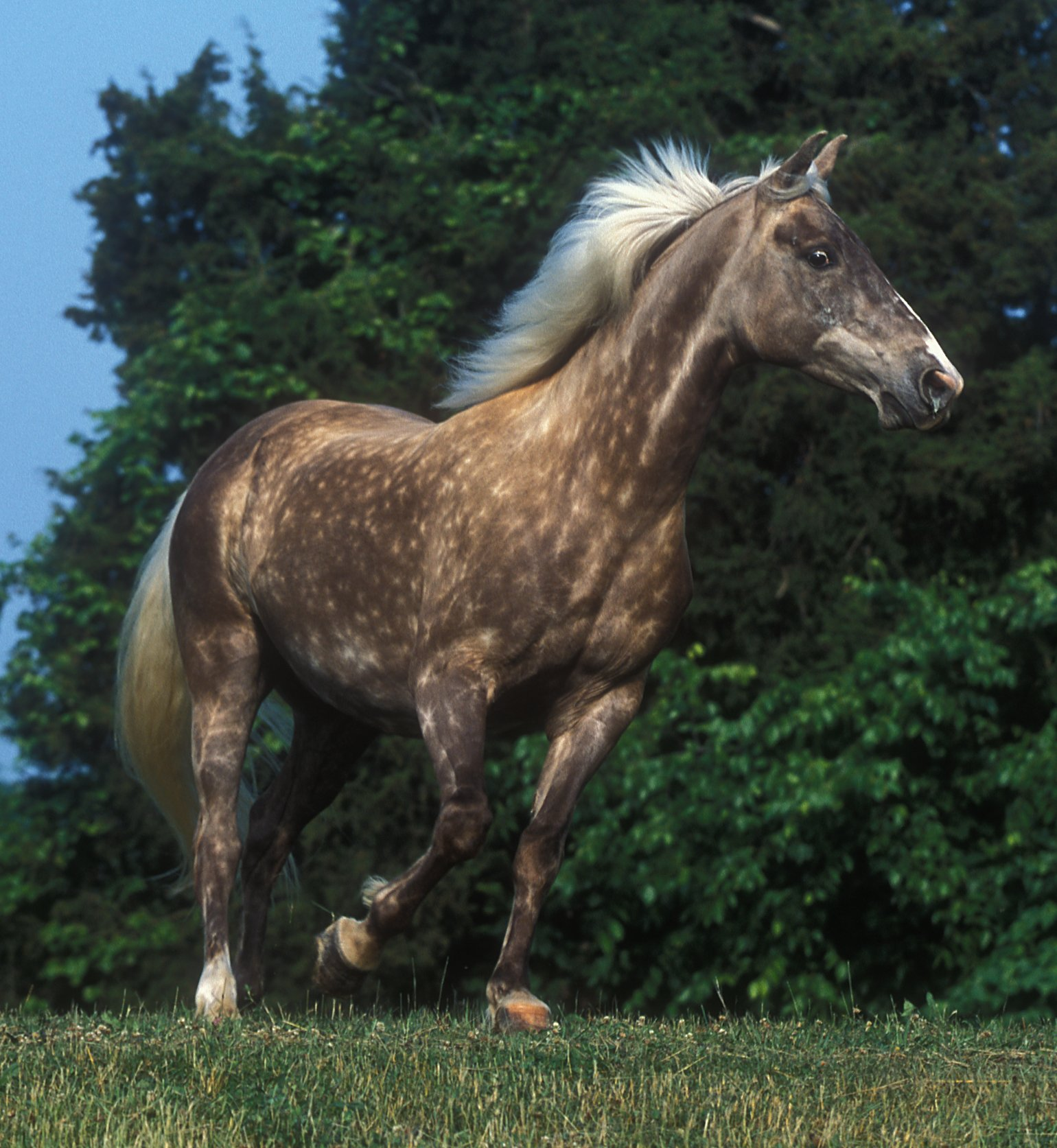
Cavall Rocky Mountain

El Cavall Rocky Mountain és una raça de cavall de les muntanyes Rocoses dels Estats Units de colors clars com el xocolata. Al voltant de la volta del segle xx, un cavall jove que aviat serà anomenat «cavall de les Muntanyes Rocoses» va aparèixer a l'est de Kentucky que va donar lloc a una línia de cavalls apreciats a Amèrica del Nord i a Europa. A la granja de Sam Tuttle a Spout Springs Kentucky, hi havia un cavall "Tobe Antic". Tot i que Tobe Antic era un semental, va portar als corredors sense dubtar. engendrà a molts bons cavalls fins a l'edat de 37 anys, i molts dels cavalls de les Muntanyes Rocoses presents porten la seva línia de sang.

## Història
Les característiques bàsiques de la raça són una mida mitjana, temperament afable, amb una marxa fàcil de quatre temps anomenada tölt. Aquesta raça es va fer en les granges i turons escarpades de les Muntanyes Apalatxes. Era un cavall per a totes les estacions. Podria estirar les arades en els camps petits, el bestiar de treball, ser muntat a pèl, o estar amarrat a un carro defectuós. A causa de la seva criança resistent, tolera hiverns de Kentucky amb un mínim refugi. Naturalment, la creua amb cavalls locals es va produir, però les característiques bàsiques d'una línia genètica forta han continuat.
A l'estiu del 1986, com una forma de preservar la raça, una sèrie de persones es van reunir per formar el Rocky Mountain Horse Association (RMHA) com una corporació sense ànim de lucre a l'estat de Kentucky. L'associació va establir un registre de la raça i va formar un panell d'examinadors per a proporcionar una supervisió vigorosa per al creixement i el desenvolupament de la raça.

## Característiques

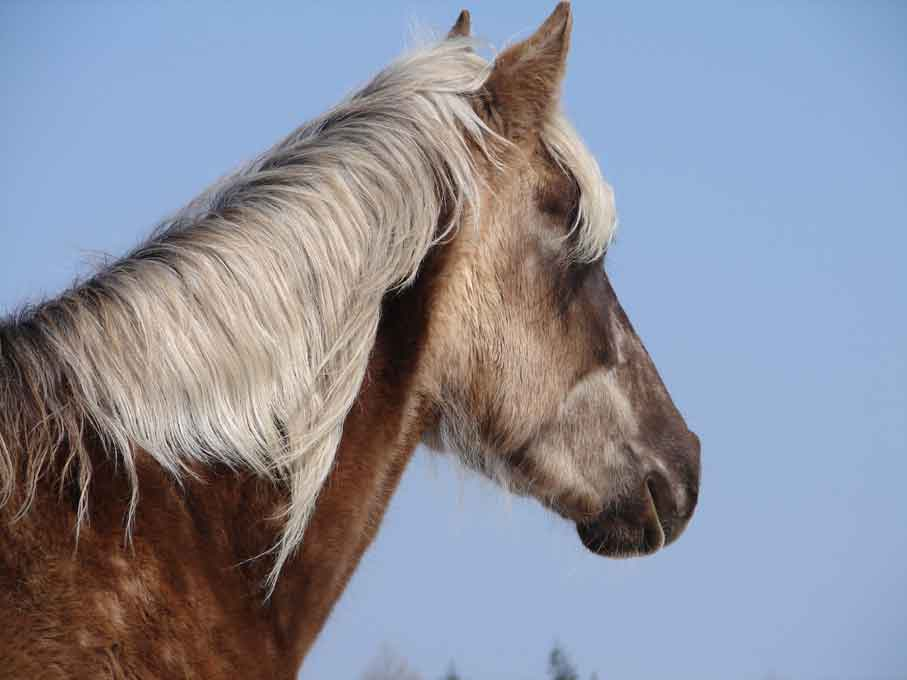
Detall de la crinera

Les característiques establertes de la raça són les següents:
1. Aquest cavall fa entre 1,45 m i 1,63 m a la creu. Elegant, amb una mirada franca.

Hi ha d'haver una àmplia gamma de pit inclinada 45 graus a l'espatlla amb ulls negres, i així en forma de sentits. La raça és més coneguda per la seva coloració característica: marró xocolata i la cabellera rossa i la cua, una expressió de la comuna genètica tordillo plata. Però els cavalls de les muntanyes Rocoses poden ser de qualsevol sòlid del color del pelatge equí.
1. El cavall ha de tenir un natural deambulant de quatre temps de caminar (sol peu o bastidor), sense evidència d'estimulació. Quan el cavall es mou pot comptar amb quatre cops diferents cascs que produeixen una cadència de ritme igual, igual que un passeig: l'esquerra davantera darrere, esquerra, dreta posterior, davantera dreta. Cada cavall té el seu particular propi ritme i manera natural de caminar, camina des de 7 fins a 20 quilòmetres per hora. Aquest és un pas natural, present des del naixement, que no requereix cap tipus d'ajuda d'entrenament o dispositius d'acció.
2. El cavall ha de tenir un bon temperament i han de ser fàcils de manejar.
3. Tots els cavalls de les muntanyes Rocoses tenen un color sòlid. Les marques facials són acceptables sempre que no siguin excessives. No pot ser de qualsevol color blanc per sobre del genoll o el garró.
4. La raça és coneguda per la seva delicadesa, sovint es compara amb el gos perdiguer d'or com una forma de descriure el seu gaudi inusual de la companyia humana. Es tracta d'un porter fàcil i un cavall meravellós amb un cor fort i amb molta resistència. Avui dia el cavall de les muntanyes Rocoses es fa servir com a cavall de lleure, per a la pista d'equitació, al ring i per la resistència.